# Tyler Thornburg
Pour les articles homonymes, voir Thornburg.
Tyler Michael Thornburg (né le 29 septembre 1988 à Houston, Texas, États-Unis) est un lanceur droitier des Ligues majeures de baseball.

## Carrière

### Brewers de Milwaukee
Tyler Thornburg est un choix de troisième ronde des Brewers de Milwaukee en 2010. Évoluant en ligues mineures dans l'organisation des Brewers à partir de 2010, il est promu aux Ligues majeures en 2012 après avoir amorcé l'année au niveau Double-A, où il remporte huit victoires contre une seule défaite et maintient une moyenne de trois points mérités accordés par partie en 13 départs pour les Stars de Huntsville de la Southern League,.
La motion particulière que Thornburgh exerce avant de décocher un tir vers le frappeur a mené à plusieurs comparaisons avec le lanceur étoile Tim Lincecum, les deux athlètes étant d'ailleurs de tailles et de poids similaires,,.
Thornburg fait ses débuts dans le baseball majeur le 19 juin 2012 pour remplacer Shaun Marcum, blessé, dans la rotation de lanceurs partants des Brewers de Milwaukee. Il joue ce premier match contre les Blue Jays de Toronto et ce premier départ ne se solde pas par une décision. Il travaille 22 manches et présente une moyenne de points mérités de 4,50 en 3 départs et 5 matchs joués comme lanceur de relève en 2012.
Avant d'intégrer l'enclos de relève des Brewers en 2014, Thornburg alterne entre les rôles de releveur et de partant en 2013. Il présente une excellente moyenne de 2,03 points mérités accordés par partie en 66 manches et deux tiers lancées en 7 départs et 11 apparitions en relève. Il gagne 3 parties et n'en perd qu'une. C'est en relève qu'il savoure sa première victoire dans les majeures le 8 juin 2013 sur les Phillies de Philadelphie.

### Red Sox de Boston
Le 6 décembre 2016, les Brewers échangent Thornburg aux Red Sox de Boston en retour du joueur de premier but Travis Shaw et deux joueurs de ligues mineures (le joueur d'arrêt-court Mauricio Dubón et le lanceur droitier Josh Pennington) .